# Hévilliers
Hévilliers ist eine französische Gemeinde mit 156 Einwohnern (Stand 1. Januar 2022) im Département Meuse in der Region Grand Est (vor 2016 Lothringen). Sie gehört zum Arrondissement Bar-le-Duc, zum Kanton Ligny-en-Barrois und zum Gemeindeverband Portes de Meuse.
Umgeben wird Hévilliers von den Nachbargemeinden Nantois im Norden, Naix-aux-Forges im Nordosten, Tréveray im Osten, Biencourt-sur-Orge im Südosten, Couvertpuis im Süden, Morley im Südwesten Dammarie-sur-Saulx, im Westen sowie Villers-le-Sec im Nordwesten.

## Bevölkerungsentwicklung
| Jahr                       | 1962 | 1968 | 1975 | 1982 | 1990 | 1999 | 2006 | 2012 | 2019 |
| Einwohner                  | 164  | 163  | 134  | 136  | 144  | 142  | 137  | 135  | 150  |
| Quellen: Cassini und INSEE |      |      |      |      |      |      |      |      |      |

## Sehenswürdigkeiten

Kirche Saint-Pierre-ès-Liens

- Kirche Saint-Pierre-ès-Liens